# زلزال أوساكا 2018

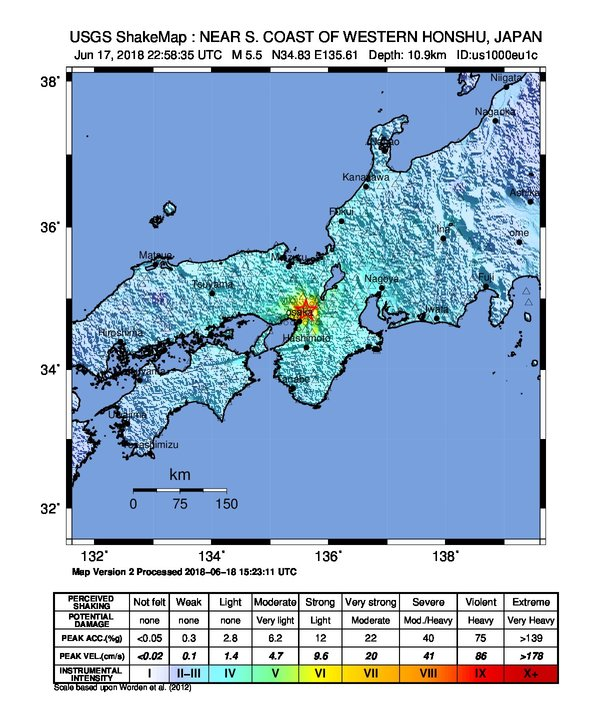
خريطة الاهتزاز لزلزال أوساكا 2018

في 18 حزيران / يونيو 2018 وتحديداً في 7:58 صباحا بتوقيت اليابان وقع زلزال قوته 5.5 Mw على مقياس درجة العزم، حيث ضرب مدينة أوساكا اليابانية. أما مركز الزلزال فكان قرب تاكاتسوكي وحدث على عمق 13.2 كيلومتر (8.2 ميل)، وتم تسجيل درجته «6 ضعيف» على مقياس شيندو.
الإحساس باهتزاز الزلزال كانت الأقوى في شمال أوساكا حيث تعطلت خدمات الكهرباء والغاز عن 170 ألف منزل ومبنى. وقُدرت الوفيات بحوالي خمسة أشخاص على الأقل بينما أصيب 408 أشخاص. وانهارت العديد من المباني جزئيا بالإضافة لاندلاع عدة حرائق.

## إصابات
الوفيات التي تم تأكيدها هي خمس حالات ناجمة عن الزلزال،  بينهم طفل في تاكاتسوكي حيث تم سحقه بانهيار جدار مدرسته الابتدائية الخارجي. حيث لم يكن الجدار متوافق مع معايير السلامة الحديثة ودفعت رئيس مجلس الوزراء يوشيهايد سوجا بأن يأمر بفحص سلامة الهياكل والكتل الخرسانية في مدارس البلاد.وتلقى 408 شخصاً العلاج في المستشفيات بسبب الإصابة من الزلزال.

## ردة الفعل
تعهد رئيس الوزراء الياباني شينزو آبي بعد وقت قصير من واقعة الزلزال بأن حكومته ستساعد في جهود الإنقاذ وعودة الأمور لطبيعتها.
وأرسل منتخب اليابان الوطني لكرة القدم الذي يلعب حينها في كأس العالم 2018 في روسيا تعازيه لضحايا الزلزال.